# Fiddown
Fiddown (iriska: Fiodh Dúin) är en ort i republiken Irland.   Den ligger i grevskapet Kilkenny och provinsen Leinster, i den centrala delen av landet, 130 km sydväst om huvudstaden Dublin. Fiddown ligger 7 meter över havet och antalet invånare är 366.